# Espàrrec bord
L'espàrrec bord (Monotropa hypopitys) és una planta herbàcia perenne del gènere Monotropa dins la subfamília Monotropoideae de la família de les ericàcies (Ericaceae).
Addicionalment pot rebre els noms de monòtropa i xuclapins.

## Ecologia i distribució
És nativa de les regions temperades de l'hemisferi nord. Viu en boscos ombrívols i humífers, preferentment de coníferes, on es distribueix àmpliament, encara que no és gaire abundant. Als Països Catalans la trobarem als principalment en avetoses i boscos de pi negre dels Pirineus i Andorra, però també a altres pinedes fins al País valencià i les Illes Balears.

## Descripció

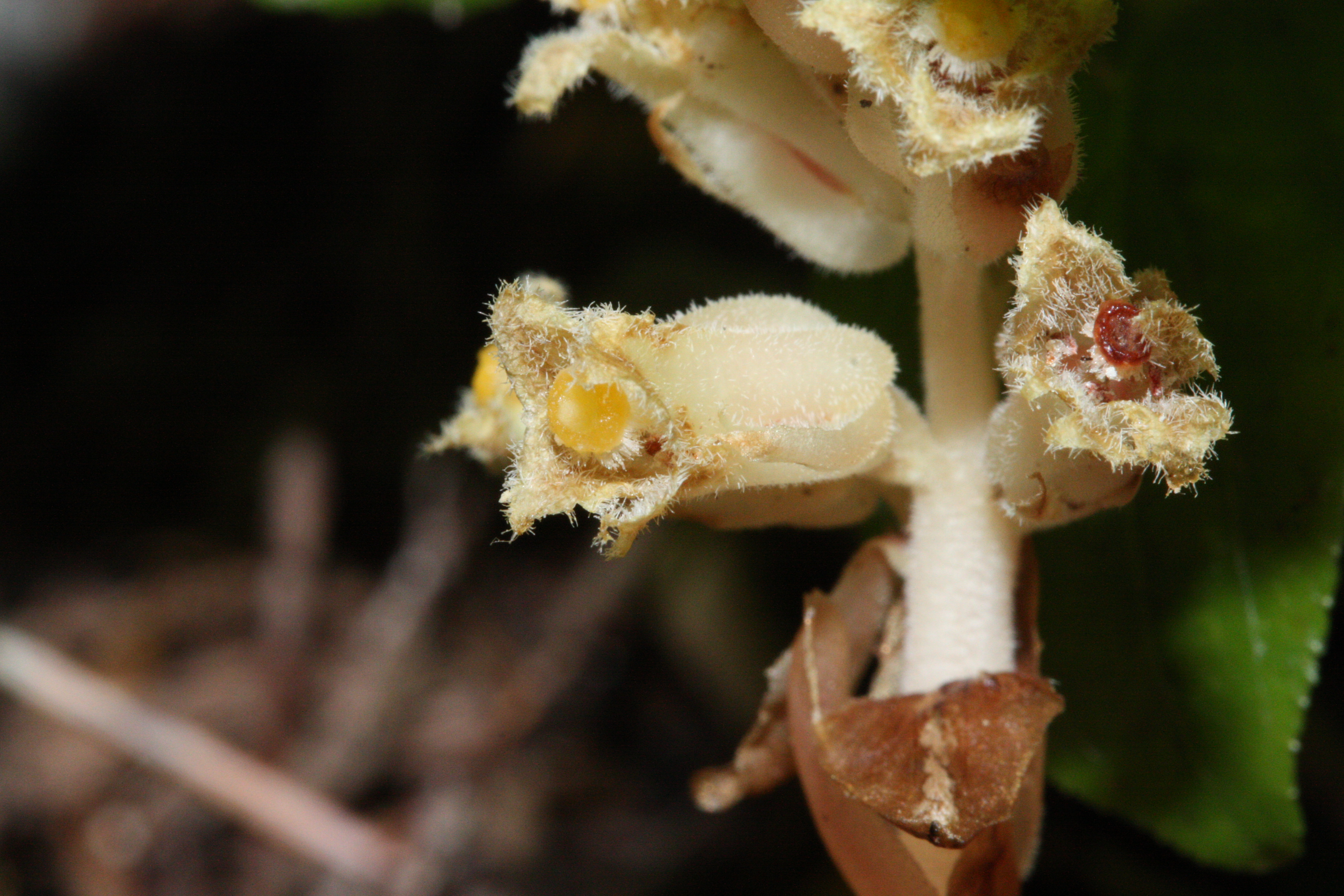
Detall de la inflorescència

La monòtropa és una espècie saprofítica (que s'alimenta de matèria orgànica del sòl) a través de micorrizes, obtenint els seus nutrients a través de parasitisme sobre els fongs. A diferència de la majoria de les plantes, no conté clorofil·la per que no fa la fotosíntesi.
Les plantes són carnoses i creixen 10 a 35 cm d'alçada. Les veritables tiges són inexistents. En el seu lloc, l'única part que emergeix de la terra són de desenvolupament similar a arrels adventícies. Totes les parts de la planta són de color blanc a groguenc pàl·lid vermellós. Les bràctees són de 5-10 mm de llarg que cobreixen la major part de la inflorescència. Les plantes floreixen d'abril a desembre en funció de la regió geogràfica (de juny a setembre a Amèrica del Nord). Les flors són pèndules en la seva joventut, però es tornen erectes quan comença a madurar el fruit que és una càpsula. Les flors són de 9-12 mm de llarg i es produeixen en grups d'1-11 a l'àpex de la inflorescència, que és un raïm. Floreix entre principis d'estiu i mitjans de tardor, en les plantes que floreixen a l'estiu són de color groc i poc pelut, mentre que els que floreixen a la tardor són de color vermell i densament peluda. Aquestes dues "formes" de color es superposen en el temps de floració. S'ha suggerit que els individus grocs són en gran manera autopol·linitzats.
A Califòrnia, Monotropa hypopitys es pot confondre amb Pityopus o Hemitomes molt menys comuns que són superficialment similars.

## Taxonomia
Si bé actualment s'inclou en el gènere Monotropa, l'evidència genètica recent suggereix fortament que M. hypopitys haurien de tenir un gènere propi, Hypopitys, amb la sola espècie Hypopitys monotropa (Crantz), però que possiblement contindria diverses subespècies.
Igualment, hi ha diferents opinions pel que fa a l'adscripció de la monòtropa a una o altra família. En diferents obres de referència a la península Ibèrica o als Països Catalans se la inclou a la família de les Pyrolaciès o bé a una família expressament creada: les monotropàcies.
El nom de l'espècie és del grec llatinitzat hipo-, "sota", i pitys, "pi", en referència al lloc on sovint creix. No obstant això, Linnaeus escrigué de forma incorrecta «hypopithys». Moltes autoritats han seguit la seva ortografia. D'altra banda, s'ha afirmat que l'ortografia sigui corregida a 'hypopitys'", seguit per altres autoritats. La variabilitat de les espècies en el color i en el nombre de flors, ha conduït a una extensa sinonímia per a l'espècie. La llista completa és de més de 80 sinònims, alguns dels quals inclouen Hypopitys americana, H. fimbriata, H. insignata, H. lanuginosa, H. latisquama, H. monotropa, Monotropa chinensis, M. hypophegea, M. lanuginosa, M. latisquama, M. multiflora and M. taiwaniana.